# Fangler Gyula
Fangler Gyula (Zalaegerszeg, 1881. március 18. – Zalaegerszeg, 1945. június 4.) zalaegerszegi fűszerkereskedő, a Zalaegerszegi Kereskedelmi Kör elnöke, a Zalamegyei Kereskedők Kör tagja, a zalaegerszegi katolikus hitközség képviselőtestületének és a Katolikus Férfiliga tanácsának a tagja, a legitimista Magyar Férfiak Szentkorona Szövetsége Zala megyei fiókjának az ellenőre, Zala vármegye törvényhatóságának bizottsági tagja.

## Élete
Római katolikus polgári családban született. Apja, Fangler Mihály (1848-1909) élelmiszer kereskedő, vármegyei törvényhatósági bizottságnak tagja, zalaegerszegi választott városi képviselő, anyja, Duczay Ilona (1853-1926) volt. Összesen öt fivére volt: egyik fivére, Fangler Béla (1877–1952) Zala megyei jogász, politikus, árvaszéki ülnök, nemzetgyűlési képviselő, az alsólendvai ellenforradalom szervezője, amely az első ellenforradalmi mozgalom volt Magyarországon a Tanácsköztársaság alatt. Másik fivére, Fangler Ferenc (1886–1932), pénzügyi számtanácsos volt.
Fangler Gyula a középiskolákat Zalaegerszegen végezte. Kereskedői pályáját atyja üzletében kezdte, aki 1909-ben társul vette maga mellé. Később testvéröccsével, Fangler János (1888–1951) kereskedővel társult, de 1922 óta egyedüli tulajdonosa lett a cégnek. 
A kommün alatt élénken részt vett az ellenforradalomban, miért is a kommunisták letartóztatták, Budapestre hurcolták és négy hétig tartották a Markó-utcai fogházán. 
Alelnöke a Zalamegyei Kereskedők Körének, levelező tagja a Soproni Kereskedelmi és Iparkamarának, választmányi tagja a Levente Egyesületnek, tagja a katolikus hitközség képviselőtestületének és a Katolikus Férfiliga tanácsának, tagja a városi képviselőtestületnek és 1929-ben választották meg a vármegye törvényhatóságának bizottsági tagjává. A zalaegerszegi fűszer- és élelmiszer üzletet Fangler Mihály alapította 1876-ban. 1932. január 10.-én Fangler Gyulát választották a Zalaegerszegi Kereskedelmi Kör elnökévé.
1938. február 21-én megalakult a legitimista Magyar Férfiak Szentkorona Szövetsége Zala megyei fiókja Zalaegerszegen, akinek az elnöke udvardi és básthi dr. Udvardy Jenő (1880-1941) jogász, kormányfőtanácsos lett; az egyesület ellenőrévé pedig Fangler Gyulát választották meg.
1939. január 26-án Fangler Gyula, aki több évig elnöke a Zalaegerszegi Kereskedelmi Körnek, lemondott a kör elnökségéről, mert nem azonosította magát Szász Sándor alelnöknek Imrédy Béla miniszterelnökről tett antiszemita kijelentésével. A Fangler élelmiszer bolt Gyula vezetése alatt újult meg a cég valamint nőtt ki azzá a tekintélyes és nagy kereskedéssé, amely a második háborúra Zala vármegye egyik legismertebb cégévé vált; 1942-ben a cég a hetvenedik évét ünnepelték.
1945. január 4-én hunyt el Zalaegerszegen.

## Házassága és gyermekei
1916. január 19-én Zalaegerszegen feleségül vette a római katolikus polgári származású Fendrik Anna (Zalaegerszeg, 1889. június 30. – Zalaegerszeg, 1964. október 28.) könyvelőnő kisasszonyt, Fendrik Lajos és Pető Rozália lányát, aki egyben Fendrik József (1878–1930) városi számvevő leánytestvére is volt. Az esküvői tanúk Fangler Béla és Sitoka Lajos voltak. A házasságukból két gyermek született:
- Fangler Katalin Eszter (Zalaegerszeg, 1921. február 7.).[13] Férje: dr. (Egresits) Egerváry János Sándor Kálmán (Pápa, 1907. november 9.–Sopron, 1987. október 29.), zalaegerszegi királyi ügyész.[14]
- Fangler Imre. Felesége, Tóth Anna.